# Първична суровина
Първична суровина се наричат всички суровини, извлечени от земята или Световния океан.
Това са продукти на минната промишленост, земеделието, дърводобива и риболова, които може да бъдат продадени в първичен вид или да се използват като суровини за различни производства, като претърпят по-следваща обработка. Към първичните суровини спадат дървените трупи, плодовете, зеленчуците, ядливите ядки, цветята, рибите и другите морски дарове, металите и скъпоценните камъни.
Първичните суровини включват и променянето на природните ресурси в първични продукти. Повечето от продуктите в този сектор се считат за сурови материали за други индустрии. По-голямата част от сектора включва селското стопанство, преработката на селскостопанска продукция, риболова, горското стопанство и добивната промишленост.
Съпътстващите индустрии за производство, които събират, пакетират, опаковат, пречистват или извършват някаква друга първоначална преработка на суровините, се смятат за част от този сектор, особено ако суровият материал е неподходящ за продажба или е труден за пренасяне на дълги разстояния в натуралния му вид.
Първичната индустрия е важен сектор в развиващите се страни. Например, животновъдството е по-често срещано в Африка, отколкото в Япония. Южен Уелс през ХІХ век е пример за това как една икономика може да се основава само на една-единствена форма на стопанска дейност.
Канада е нетипичен случай за развита страна, при която първичният сектор заема важно място в държавната икономика. В Канада дърводобивът и добивът на нефт са двете най-важни индустрии в страната.